# Onoseris
Onoseris Willd., 1803 è un genere di piante angiosperme dicotiledoni della famiglia delle Asteraceae.

## Descrizione

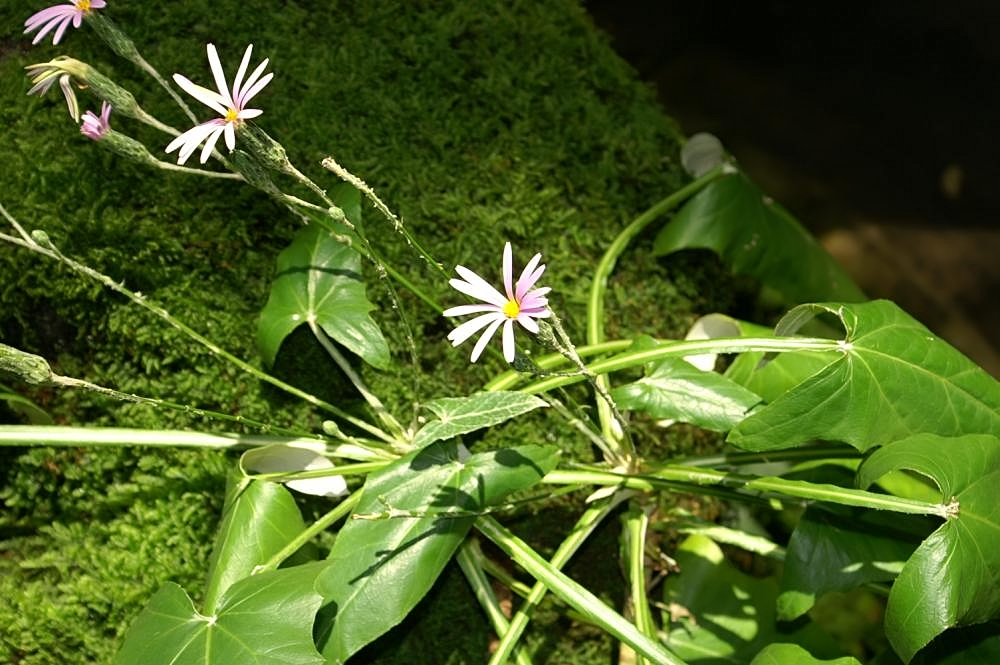
Il portamento
Onoseris weberbaueri

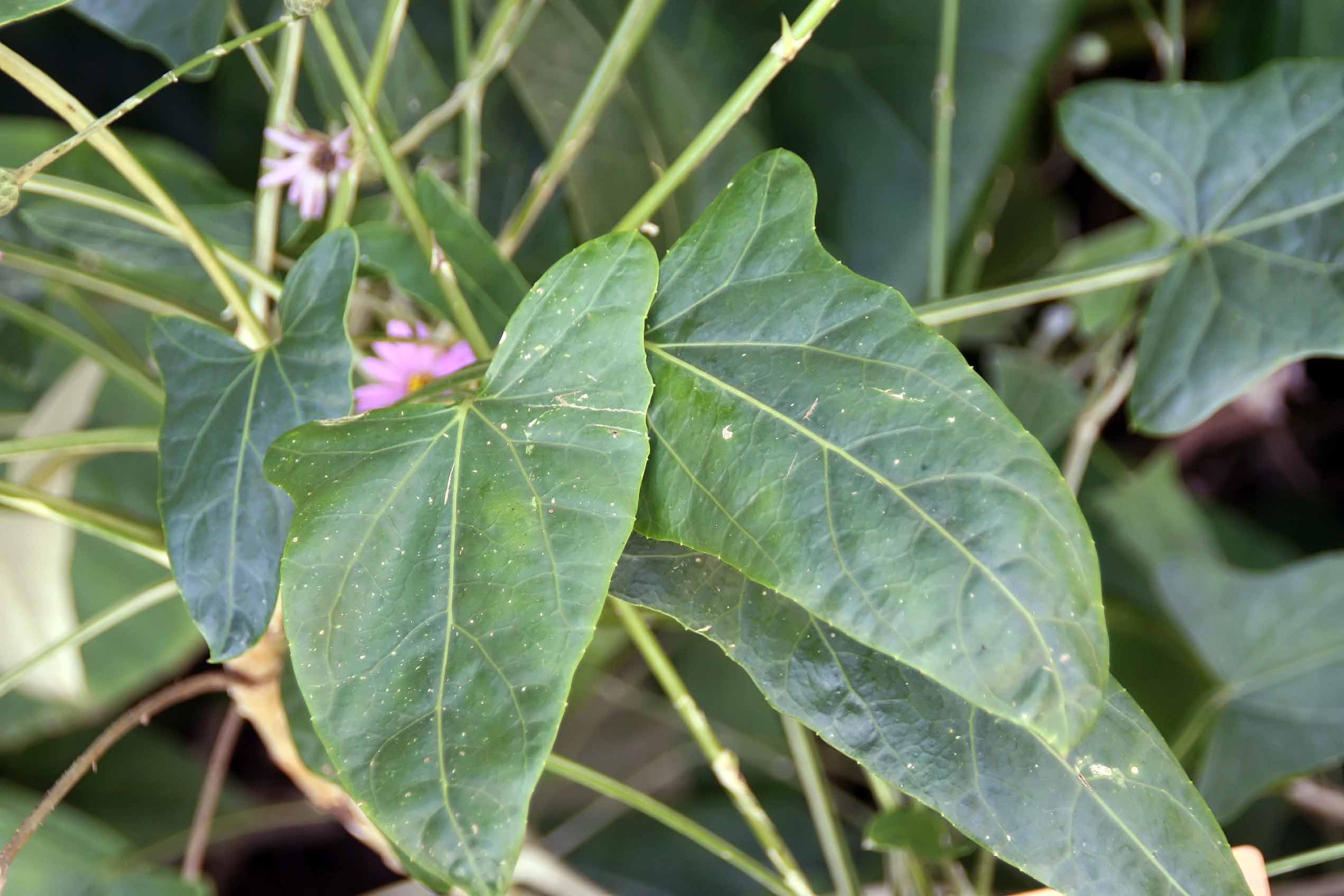
Le foglie
Onoseris alata

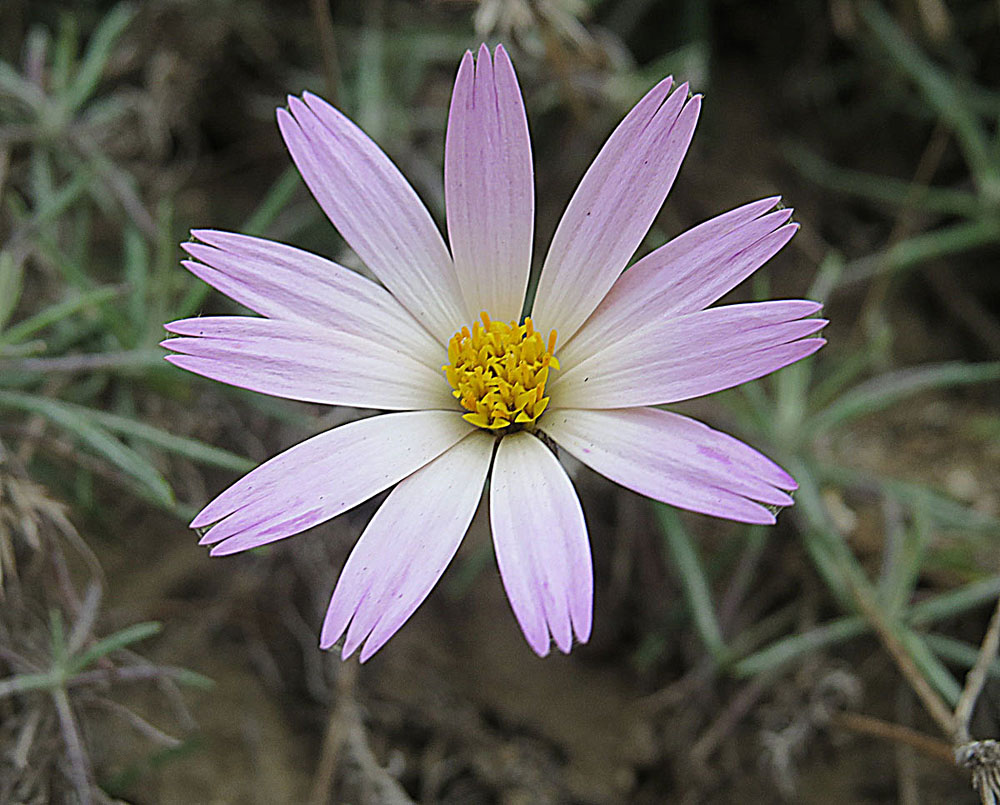
I fiori
Onoseris hyssopifolia

Le specie di questo gruppo hanno un habitus erbaceo annuale o perenne, arbustivo e suffruticoso. Queste piante sono prive di lattice.
Le foglie lungo il caule sono disposte in modo alternato; sono presenti anche foglie radicali. La lamina (da piccola a grande) ha delle forme da lineari a largamente ovate o subromboidi, talvolta sono astate, sagittate o lirate. Le foglie sono persistenti.
Le infiorescenze sono composte da capolini terminali, eretti, solitari o raccolti in formazioni panicolate. I capolini di tipo radiato o (raramente) discoide sono formati da un involucro a forma campanulata o emisferica o spiraleggiante composto da brattee (o squame) all'interno delle quali un ricettacolo fa da base ai fiori di due tipi (più o meno): tubulosi (centrali del disco) e ligulati (periferici del raggio). Le brattee, simili a foglie, disposte su diverse serie in modo embricato sono di vario tipo e consistenza; le brattee sono persistenti e subpatenti dopo la perdita dell'achenio. Il ricettacolo, glabro o lungamente peloso, a forma piatta è fimbriato.
I fiori sono tetraciclici (a cinque verticilli: calice – corolla – androceo – gineceo) e in genere pentameri (ogni verticillo ha 5 elementi). I fiori, da pochi a molti, eteromorfi (con forme diverse), in genere sono femminili e uniseriati (quelli periferici - se presenti) oppure ermafroditi e fertili (quelli interni).
- Formula fiorale:

*/x K {\displaystyle \infty }, [C (5), A (5)], G 2 (infero), achenio
- Calice: i sepali del calice sono ridotti ad una coroncina di squame.
- Corolla: il colore delle corolle è violaceo (fiori periferici) e giallo, rosso o viola (fiori centrali). Le corolle dei fiori del raggio (quelli periferici - fiori zigomorfi) sono bilabiate con tre denti allargati sul labbro esterno e 2 denti poco appariscenti su quello interno. Le corolle dei fiori del disco (quelli più interni - fiori actinomorfi) hanno 5 denti (o lobi); i lobi sono uguali o subuguali (a volte le corolle sono subligulate con un labbro a 4 denti e uno interno lungo e lineare).
- Androceo: l'androceo è formato da 5 stami con filamenti liberi e antere saldate in un manicotto circondante lo stilo.[9] Le antere in genere hanno una forma sagittata con appendici apicali acute. Le antere dei fiori periferici sono rudimentali. Le teche sono calcarate (provviste di speroni) e provviste di code. Il polline normalmente è tricolporato (prolato o subprolato) a forma sferica (l'esina può essere microechinata).
- Gineceo: il gineceo ha un ovario uniloculare infero formato da due carpelli.[9] Lo stilo è unico e con due stigmi adnati o scarsamente divergenti e un nodo basale glabro. Gli apici degli stigmi sono arrotondati e sono ricoperti da piccole papille (sulla parte abassiale). L'ovulo è unico e anatropo.

I frutti sono degli acheni con pappo. La forma degli acheni è cilindrica (raramente è compressa in basso); le pareti possono essere 3-6-costate (o nervate) e sono glabre o pubescenti. Il carpoforo (o carpopodium) è uno stretto anello o corto cilindro oppure è assente. Il pappo (raramente è assente) è formato da setole disposte su 2 serie o più, sono barbate o piumose del tutto o a volte sono subpiumose solo apicalmente (le serie interne sono più ampie), ed è direttamente inserito nel pericarpo o connato in un anello parenchimatico posto sulla parte apicale dell'achenio.

## Biologia
- Impollinazione: l'impollinazione avviene tramite insetti (impollinazione entomogama tramite farfalle diurne e notturne).
- Riproduzione: la fecondazione avviene fondamentalmente tramite l'impollinazione dei fiori (vedi sopra).
- Dispersione: i semi (gli acheni) cadendo a terra sono successivamente dispersi soprattutto da insetti tipo formiche (disseminazione mirmecoria). In questo tipo di piante avviene anche un altro tipo di dispersione: zoocoria. Infatti gli uncini delle brattee dell'involucro si agganciano ai peli degli animali di passaggio disperdendo così anche su lunghe distanze i semi della pianta.

## Distribuzione e habitat
Le specie di questo gruppo sono distribuite nel Sudamerica (parte settentrionale).

## Tassonomia
La famiglia di appartenenza di questa voce (Asteraceae o Compositae, nomen conservandum) probabilmente originaria del Sud America, è la più numerosa del mondo vegetale, comprende oltre 23.000 specie distribuite su 1.535 generi, oppure 22.750 specie e 1.530 generi secondo altre fonti (una delle checklist più aggiornata elenca fino a 1.679 generi). La famiglia attualmente (2021) è divisa in 16 sottofamiglie.

### Filogenesi
La sottofamiglia Mutisioideae, nell'ambito delle Asteraceae occupa una posizione "basale" (si è evoluta precocemente rispetto al resto della famiglia) ed è molto vicina alla sottofamiglia Stifftioideae. La tribù Onoserideae nell'ambito della sottofamiglia occupa una posizione "basale" (è il primo gruppo ad essersi diviso).
Il genere Onoseris descritto da questa voce appartiene alla tribù Onoserideae. I caratteri distintivi per le specie di questo genere sono:
- il portamento è erbaceo o subarbustivo;
- le foglie sono spesso rosulate;
- le corolle sono tutte subbilabiate oppure bilabiate espanse (fiori marginali) e tubolari o tubolari-bilabiate (fiori centrali);
- gli stigmi sono papillosi.

Da analisi filogenetiche basate su studi morfologici il genere è stato suddiviso in tre cladi. I primi due cladi sono monofiletici e corrispondono rispettivamente al subgen. Onoseris e subgen. Hipposeris:
- subgen Onoseris: queste specie hanno le foglie picciolate con lame venate in modo palmato e con base frastagliata; i capolini sono pochi, raramente sono raggruppati in formazioni tirsoidi;
- subgen Hipposeris: queste specie hanno le foglie sessili o subsessili con lame a forma ellittica e venature pennate e con base attenuata; i capolini sono solitari.

Il numero cromosomico delle specie di questo genere è: 2n = 18, 24, 30 e 36.

### Elenco specie
Questo genere comprende le seguenti 31 specie:
- Onoseris acerifolia Kunth
- Onoseris alata  Rusby
- Onoseris albicans  (D.Don) Ferreyra
- Onoseris amplexicaulis  Ferreyra
- Onoseris annua  Less.
- Onoseris brasiliensis  Cabrera
- Onoseris cabrerae  Ferreyra
- Onoseris castelnaeana  Wedd.
- Onoseris chrysactinoides  Sagást. & M.O.Dillon
- Onoseris costaricensis  Ferreyra
- Onoseris cumingii  Hook. & Arn.
- Onoseris donnell-smithii  (J.M.Coult.) Ferreyra
- Onoseris drakeana  André
- Onoseris fraterna  S.F.Blake
- Onoseris gnaphalioides  Muschl.
- Onoseris hastata  Wedd.
- Onoseris humboldtiana  Ferreyra
- Onoseris hyssopifolia  Kunth
- Onoseris linearifolia  Sagást.
- Onoseris lopezii  Ferreyra
- Onoseris macbridei  Ferreyra
- Onoseris minima  Domke
- Onoseris odorata  Hook. & Arn.
- Onoseris onoseroides  (Kunth) B.L.Rob.
- Onoseris peruviana  Ferreyra
- Onoseris purpurea  (L.f.) S.F.Blake
- Onoseris sagittatus  Rusby
- Onoseris salicifolia  Kunth
- Onoseris silvatica  Greenm.
- Onoseris speciosa  Kunth
- Onoseris weberbaueri  Ferreyra

### Sinonimi
Sono elencati alcuni sinonimi per questa entità:
- Caloseris Benth.
- Centroclinium  D.Don
- Chaetachlaena  D.Don
- Cladoseris  Spach
- Cursonia  Nutt.
- Hilairia  DC.
- Hipposeris  Cass.
- Isotypus  Kunth
- Pereziopsis  J.M.Coult.
- Rhodoseris  Turcz.
- Schaetzellia  Klotzsch